# Ostama junctata
Ostama junctata är en insektsart som beskrevs av Walker 1857. Ostama junctata ingår i släktet Ostama och familjen sporrstritar. Inga underarter finns listade i Catalogue of Life.